# ねずまさし
ねず まさし（禰津正志、1908年11月18日 - 1986年4月1日）は、日本の歴史学者、考古学者、著述家、翻訳家。専門は天皇史と昭和史。
本名の「禰津正志」、および「ねづ まさし」の名義でも著述活動を行った。

## 経歴
東京出身。1932年京都帝国大学文学部史学科国史専攻卒業。卒業論文は「文久元年露艦の對馬占據に關する外交史的研究」。同大学院考古学科修了。1936年文部省維新史料編纂局に入る一方で、1935年京都で創刊された雑誌『世界文化』の同人となり、その姉妹紙である週刊紙『土曜日』にも執筆するなど反ファシズム市民文化運動に関与したが、1937年、人民戦線事件で治安維持法違反として検挙された。戦後は天皇制、日本史、フランス革命に関する著述、翻訳を行う。

## 著書
- 『印度支那の原始文明』禰津正志 河出書房、1943
- 『太平洋の古代文明』 禰津正志 河出書房、1945
- 『フランスの人民戦線』ねず・まさし 民主評論社、1948
- 『新しい日本歴史』民主評論社、1949
- 『原始社会 考古学的研究』三笠書房、1949
- 『日本全史 第1冊』暁明社、1949
- 『フランス革命史』ナウカ社、1949
- 『天皇家の歴史』新評論社、1953-54
- 『文化のあけぼの 絵で見る世界史 1』国民図書刊行会、1956
- 『批判日本現代史』日本評論新社、1958
- 『天皇昭和紀』至誠堂、1961
- 『日本現代史』全7巻 1966-70 三一新書
- 『天皇家の歴史』三一書房、1973
- 『『現代史』への疑問』三一書房、1974
- 『天皇と昭和史』三一書房、1974
- 『現代史の断面』校倉書房

満州帝国の成立、1990
日本のファシズム、1991
二・二六事件、1992
中国侵略、1993
ノモンハンの惨敗、1993
戦時総動員体制、1994
真珠湾攻撃、1995
戦時下の朝鮮・台湾、1997
ミッドウェー海戦、1997
死の泰緬鉄道、1999

### 翻訳
- ゴードン・チャイルド『アジヤ文明の起原』禰津正志訳 誠文堂新光社、1942
- G.チャイルド『アジアの古代文明』禰津正志訳 伊藤書店、1944
- アルベール・マチェーズ『フランス大革命』禰津正志訳 日本橋書店、1946、市原豊太共訳、岩波文庫（全3巻、マチエ表記）
- G.チャイルド『文明の起源』ねず・まさし訳 岩波新書 1951
- モーリス・トレーズ,ジャック・デュクロ共著『解放へのあゆみ』小出孝共訳 社会書房、1952
- V.ゴールドン・チャイルド『歴史学入門』新評論社、1954
- A.C.ムーアハウス『文字の歴史』岩波新書 1956
- J・R・ブラック『ヤング・ジャパン』全3巻 小池晴子共訳 平凡社東洋文庫、1970

## 参考
- 日本人名大事典『ねずまさし』 - コトバンク